# Johann Georg Abicht
Johann Georg Abicht, nemški luteranski teolog, jezikoslovec in pedagog, * 1672, Königssee, † 1740.
Med letoma 1702 in 1707 je bil predavatelj orientalskih jezikov na Univerzi v Leipzigu. Pozneje je deloval v Gdansku in Wittenbergu.
Najbolj je znan po svojem delu na področju orientalskih jezikov in hebrejske arheologije.

## Dela
- Methodus linguae sanctae, Leipzig, 1718